# هانلی
هانلی (به انگلیسی: The Hunley) یک تله‌فیلم درام تاریخی آمریکایی محصول سال ۱۹۹۹ به کارگردانی جان گری با بازی آرماند آسانته ، دونالد ساترلند ، الکس جنینگز ، مایکل دولان و کریس باوئر است. این فیلم براساس داستان واقعی زیردریایی هانلی در تاریخ ۱۷ فوریه ۱۸۶۴ ساخته شده است.